# Étréaupont
Étréaupont est une commune française située dans le département de l'Aisne en région Hauts-de-France.

## Géographie

### Localisation
Étréaupont (autrefois Estraon ou Estrées en Thiérache) est un village situé  en Thiérache, au confluent  de l'Oise et du Thon (ou Ton), à environ 15 km à l'ouest d'Hirson et à 8 km au nord de Vervins sur la route Paris-Bruxelles (RN 2).

### Hydrographie
La commune est située dans le bassin Seine-Normandie. Elle est drainée par l'Oise, le Ton, la Librette, le Cavin, le cours d'eau 01 de la Cloperie, le cours d'eau 01 de la Croisette, le cours d'eau 01 de la Prairie du Chenois et le ruisseau des Faux Jardins,,.
L'Oise prend sa source en Belgique, à 309 mètres d'altitude, dans l'ancienne commune de Forges et se jette dans la Seine à 20 mètres d'altitude, au Pointil en rive droite et en aval du centre de Conflans-Sainte-Honorine dans le département des Yvelines. D'une longueur 341 kilomètres, elle est presque entièrement navigable et bordée de canaux sur 104 kilomètres.
Le Ton, d'une longueur de 56 km, prend sa source dans la commune d'Auvillers-les-Forges et se jette  dans l'Oise (rive gauche) sur la commune, après avoir traversé 15 communes. Les caractéristiques hydrologiques du Ton sont données par la station hydrologique située sur la commune d'Origny-en-Thiérache. Le débit moyen mensuel est de 3,67 m3/s. Le débit moyen journalier maximum est de 46 m3/s, atteint lors de la crue du 21 décembre 1993. Le débit instantané maximal est quant à lui de 54,8 m3/s, atteint le 1er décembre 1993.

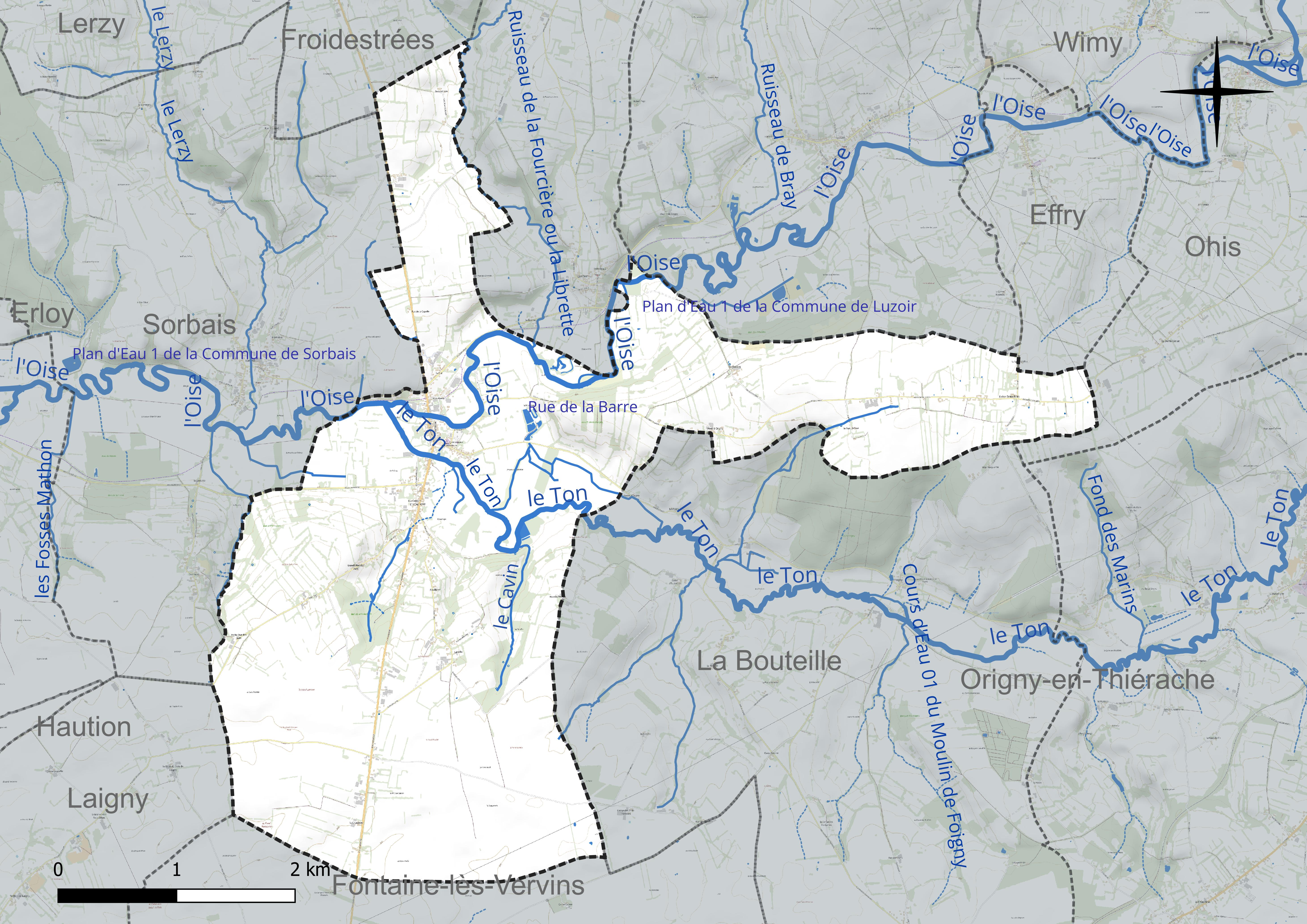
Réseau hydrographique d'Étréaupont.

Un plan d'eau complète le réseau hydrographique : Rue de la Barre (1,3 ha),.

### Climat
Pour des articles plus généraux, voir Climat des Hauts-de-France et Climat de l'Aisne.
En 2010, le climat de la commune est de type climat des marges montargnardes, selon une étude du CNRS s'appuyant sur une série de données couvrant la période 1971-2000. En 2020, Météo-France publie une typologie des climats de la France métropolitaine dans laquelle la commune est exposée à un climat océanique altéré et est dans la région climatique Nord-est du bassin Parisien, caractérisée par un ensoleillement médiocre, une pluviométrie moyenne régulièrement répartie au cours de l'année et un hiver froid (3 °C).
Pour la période 1971-2000, la température annuelle moyenne est de 9,8 °C, avec une amplitude thermique annuelle de 15,2 °C. Le cumul annuel moyen de précipitations est de 857 mm, avec 13 jours de précipitations en janvier et 9,7 jours en juillet. Pour la période 1991-2020, la température moyenne annuelle observée sur la station météorologique la plus proche, située sur la commune de Fontaine-lès-Vervins à 6 km à vol d'oiseau, est de 10,5 °C et le cumul annuel moyen de précipitations est de 826,3 mm,. Pour l'avenir, les paramètres climatiques de la commune estimés pour 2050 selon différents scénarios d'émission de gaz à effet de serre sont consultables sur un site dédié publié par Météo-France en novembre 2022.

## Urbanisme

### Typologie
Au 1er janvier 2024, Étréaupont est catégorisée commune rurale à habitat dispersé, selon la nouvelle grille communale de densité à 7 niveaux définie par l'Insee en 2022.
Elle est située hors unité urbaine et hors attraction des villes,.

### Occupation des sols
L'occupation des sols de la commune, telle qu'elle ressort de la base de données européenne d'occupation biophysique des sols Corine Land Cover (CLC), est marquée par l'importance des territoires agricoles (97,3 % en 2018), une proportion identique à celle de 1990 (97,3 %). La répartition détaillée en 2018 est la suivante : 
prairies (68,8 %), terres arables (26,2 %), zones urbanisées (2,6 %), zones agricoles hétérogènes (2,3 %), forêts (0,2 %).
L'évolution de l'occupation des sols de la commune et de ses infrastructures peut être observée sur les différentes représentations cartographiques du territoire : la carte de Cassini (XVIIIe siècle), la carte d'état-major (1820-1866) et les cartes ou photos aériennes de l'IGN pour la période actuelle (1950 à aujourd'hui).

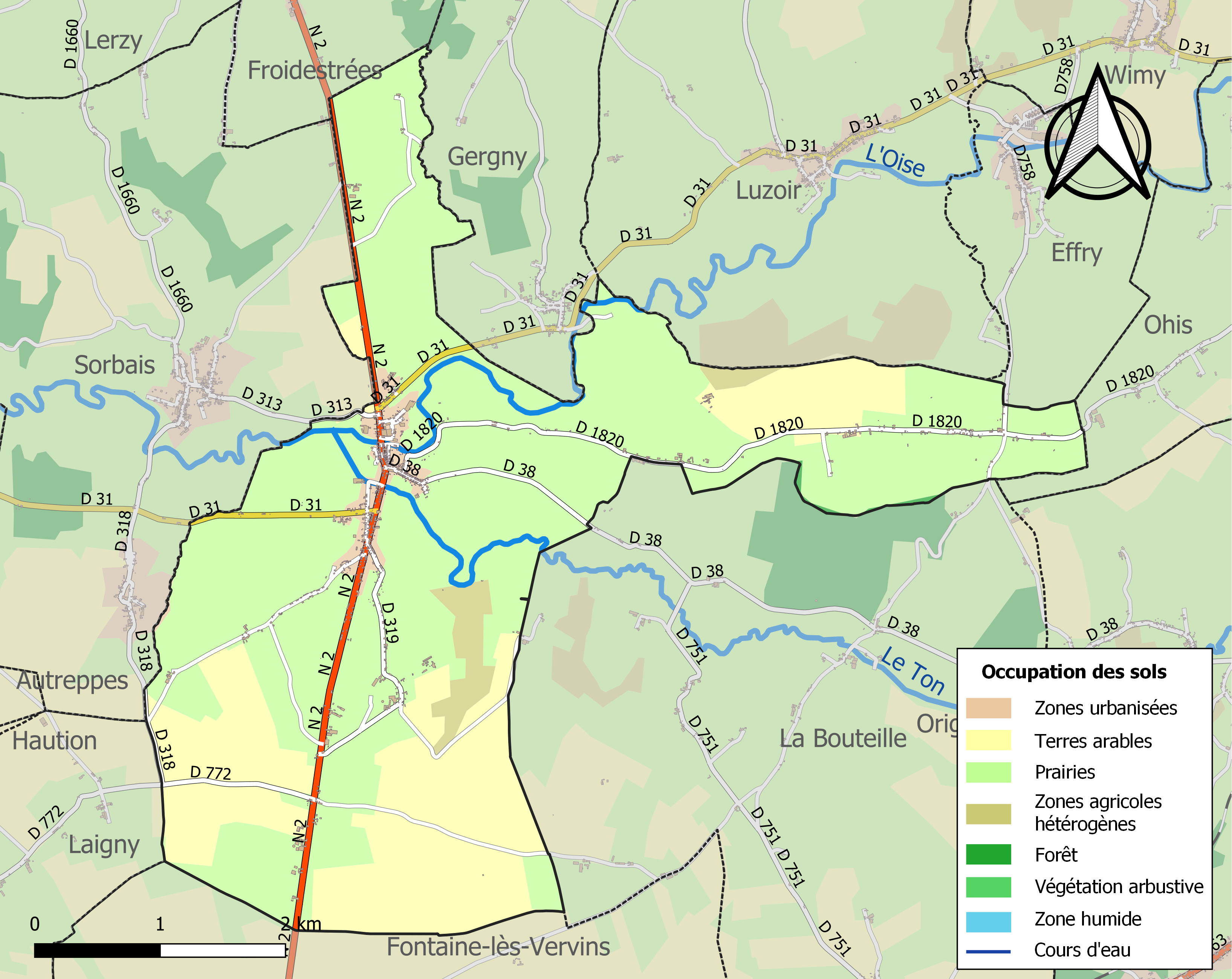
Carte de l'occupation des sols de la commune en 2018 (CLC).

## Toponymie
Le nom de la localité est attesté sous les formes Streia (1126) ; Strata (1129) ; Estrea (1139) ; Strea (1177) ; Estrée (1178) ; Estrées (1192) ; Hestrea-villa (XIIe siècle) ; Estrées-outre-Oise, villa de Estrées-ultra-Oisiam (1224) ; Estreies (1265) ; Hestrei (XIIIe siècle) ; Strate (1340) ; Estrez-sur-Oise (1372) ; Estrées-au-Pont (1393) ; Estrée-au-Pont (1553) ; Estréaupont (1548) ; Estrepont (1567) ; Estraupont (1572) ; Estrez-au-Pont (1643) ; Estre-au-Pont (1780).

Du latin strata (via), qui désignait une voie constituée de plusieurs couches - strates- de matériaux de blocage et de roulement, et de pont. Comme l'indique l'étymologie de son nom, Étréaupont est sur la voie romaine de Bavay à Reims au confluent de l'Oise et du Thon.

## Histoire

### L'Antiquité
Comme l'indique l'étymologie de son nom, Étréaupont est situé sur une ancienne voie romaine.

### Le Moyen Âge

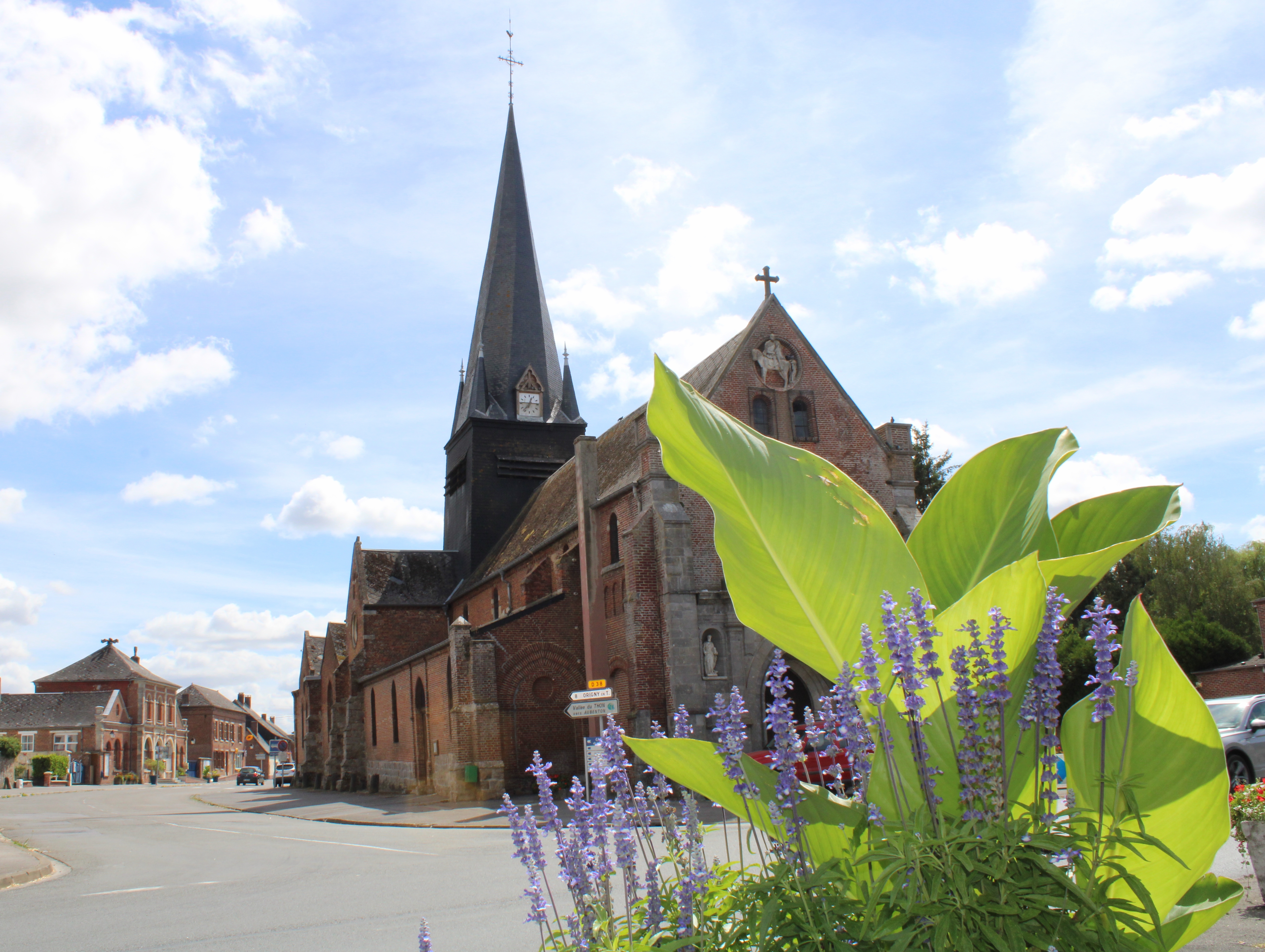
Une vue de la place de l'église.

Autrefois rattachés au domaine royal, le bourg et les terres attenantes furent cédés en 877, par Charles le Chauve à l'abbaye Saint-Corneil de Compiègne. Ils passèrent ensuite entre les mains des sires Coucy, puis à ceux du Rozoy, qui en étaient encore les avoués au XIIe siècle, résidant sur place dans un château-fort. En 1243, Gautier, comte d'Avesnes et de Blois, fut autorisé par l'abbaye de Saint-Denis, contre l'avis des sires de Coucy, à ériger un second château sur une terre appartenant à ces religieux. Cette double implantation seigneuriale fut à l'origine de conflits de voisinage qui persistèrent, malgré la médiation royale, jusqu'en 1294.
Il en reste, d'un côté les fossés rectangulaires et de l'autre les vestiges d'une motte féodale plus ancienne.

### L'Époque moderne
La ligne de chemin de fer est créée en 1885.
Dans la nuit du 1er au 2 septembre 1944, alors que la 12e Panzerdivision SS Hitlerjugend repasse dans le Nord, un de ses camions culbute dans le Thon à Étréaupont. Ce camion rempli d'archives contenait tous les rapports des gradés responsables du massacre d'Ascq et servira au procès.
Dans les années 1950, la commune comportait de nombreux commerces : 4 épiceries (Familistère, Goulet-Turpin, Comptoirs Français et Coop), un bourrelier M. Visse, deux bouchers M. Ledoux et M. Garet, un charcutier M. Lhermitte, deux boulangers M. Poilvé, deux coiffeurs M. Blatier et M. Barrois, deux coiffeuses Mme Flament et Mme Roger, un pharmacien M. Piette, un ferrailleur marchand de peaux de lapin M. Provot, un garagiste M. Lemaire, deux quincailliers Mme Wirig et M. Nancenet, un marchand d'électro-ménager M. Martin,un marchand de cycles M.Renard, un marchand de journaux et fournitures, sept cafés, dont ceux tenus par les familles Théron, Plisson, Déchelle, Menu, Hulin et Vause, deux restaurants (M. et Mme Frecht et M. et Mme Vause), un marchand de matériaux M. Duval, deux marchands de grains et fourrages (M. Maillard et M. Venineaux), un transporteur M. Duval, deux marchands de charbon M. Hulin et M. Maillard, un marchand de bestiaux M. Fournet, un ferrailleur, un distillateur M. Marchand.
Des artisans : un peintre M. Théron, un menuisier M. Octave Robert, un maréchal-ferrant M. René Grégoire, un charron M. A. Petit, deux couvreurs M. Eloy et M. Hardy, un matelassier M. Chenu, un chauffagiste M. Menu, un maçon, M. Plisson, exploitant un gisement d'argile pour fabriquer des briques.
Six entreprises : La vannerie de Picardie créée en 1928 qui arrêtera son activité le 29 janvier 1969 et sera remplacée par une cartonnerie, la vannerie Catillon, la laiterie coopérative créée en 1907 qui fabriquait du beurre et des maroilles, elle a fusionné avec la laiterie du Nouvion en avril 1954, deux brosseries, Demole et Obry ; une usine électrique M. Francel située au bout de la rue de la Libération sur le cours du Thon. Les entreprises employaient une centaine de personnes.

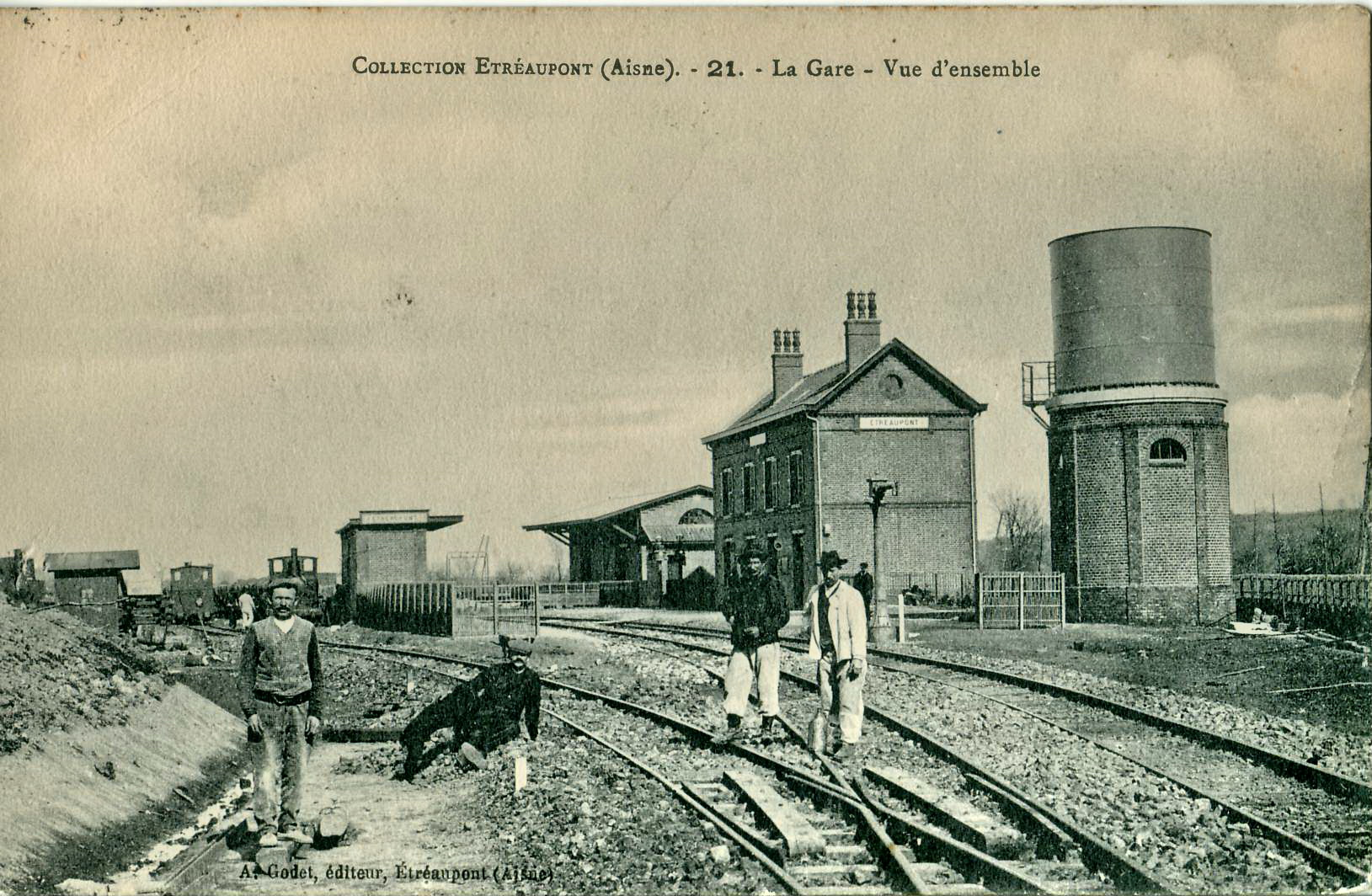
L'ancienne gare d'Étréaupont au début du XXe siècle

La commune avait une gare en activité. Les trains, 4 par jour, assuraient la liaison entre Hirson et Guise. La ligne de chemin de fer sera supprimée en 1967.
Autres personnalités : le maire M. Ledant, un médecin le docteur Sablon, un vétérinaire M. Delplanque, un prêtre l'abbé Delamé, un notaire maître De Gandt, un percepteur, un receveur des postes, un chef de gare M. Chardon, des instituteurs Mlle Petit, M. et Mme Itier, un garde-champêtre M. Blandin.
De nombreux herbagers : MM. Ancelet, Boulnois, Brunois, Chauderlier, Collot, Comtesse, Copigneaux, Debouzy, Dubois, Dupont, Fierret, Fournet, Frédéric, Gaudry, Gillet, Grave, Hannoteau, Hivet, Jorand, Klin, Lamotte, Larmuzeaux, Laurent, Ledant Albert,Ledant René, Lobjois, Mansiaux, Mien, Painvin, Parisot, Pinon, Plantin, Aimé Sallandre, Seret, Vallier, Yverneau, Waret, Williot.
Toutes les terres étaient en pâturage (sauf quelques hectares à la limite de Fontaine) souvent plantés de pommiers à couteau et à cidre. Tous les herbagers fabriquaient du cidre et de l'eau-de-vie de pomme (l'alambic passait dans chaque village une fois par an). Le cidre était la boisson consommée toute l'année par la population. Les herbagers élevaient des troupeaux de vaches laitières de race pie noire, ainsi que des bœufs vendus en fin de saison aux marchands de bestiaux ou sur les marchés de Valenciennes et de La Villette, des chevaux, des porcs, des moutons et des volailles. Les travaux des champs étaient effectués par des chevaux (les premiers tracteurs sont arrivés vers 1955 et ont remplacé progressivement les chevaux pour le travail des champs).
Alimentation : dans les années 1950, la population vit partiellement en autarcie. Les habitants ont un jardin qui leur procure les légumes et les fruits (cerises, prunes, fraises, poires, pommes) et un élevage de volailles, porcs et lapins. Les pommes de terre et les pommes sont conservées dans les caves pour l'hiver. Le reste vient des commerces  : viande de bœuf, de porc, produits divers. Les aliments sont conservés dans un garde-manger situé dans la cave, protégé des insectes par un grillage fin.
Activités : les herbagers vivent de leur élevage et de la vente du lait à la laiterie. Ils emploient des personnes à plein temps ou temporairement lors de la récolte de l'herbe (pour faire de l'ensilage), du foin (stocké dans les granges) et des fruits. Une partie de la population fabrique des paniers à domicile. D'autres travaillent à la laiterie, dans les brosseries et dans les vanneries. Certains coupent du bois à façon pour les propriétaires ou sont jardiniers. Chaque commerce est tenu par une famille.
Fêtes et traditions : plusieurs fêtes traditionnelles se déroulent durant l'année :
- la Sainte-Cécile en novembre, Fête des musiciens ;
- la Saint-Eloy en décembre, Fête des herbagers ;
- la Sainte-Barbe en décembre, Fête des sapeurs-pompiers ;
- la fête de l'Immaculée le 8 décembre rappelle qu'en 1832 à la suite d'un vœu formulé par l'abbé Bonnaire auprès de la Vierge, le village a été protégé de l'épidémie de choléra ;
- la Saint-Paul en janvier, Fête des vanniers ;
- la Saint-Jean en juin, Fête des foins ;
- la fête du village en juin avec ses courses aux cerceaux et aux sacs.

## Politique et administration

### Découpage territorial
La commune d'Étréaupont est membre de la communauté de communes de la Thiérache du Centre, un établissement public de coopération intercommunale (EPCI) à fiscalité propre créé le 31 décembre 1992 dont le siège est à La Capelle. Ce dernier est par ailleurs membre d'autres groupements intercommunaux.
Sur le plan administratif, elle est rattachée à l'arrondissement de Vervins, au département de l'Aisne et à la région Hauts-de-France. Sur le plan électoral, elle dépend du  canton de Vervins pour l'élection des conseillers départementaux, depuis le redécoupage cantonal de 2014 entré en vigueur en 2015, et de la troisième circonscription de l'Aisne  pour les élections législatives, depuis le dernier découpage électoral de 2010.

### Administration municipale
| Période                                  | Période                   | Identité           | Étiquette | Qualité                    |
| ---------------------------------------- | ------------------------- | ------------------ | --------- | -------------------------- |
| actif en février 1840                    |                           | Pierre André Lesur |           |                            |
| avant 1875                               | après 1876                | M. Bossaux         |           |                            |
| Les données manquantes sont à compléter. |                           |                    |           |                            |
| 1919                                     | 1959                      | Albert Ledant      |           |                            |
| 1959                                     | 1962                      | Albert Berthe      |           |                            |
| 1962                                     | 1977                      | André Visse        |           |                            |
| 1977                                     | 1983                      | Léon Debouzy       |           |                            |
| 1983                                     | juin 1995                 | Pierre De Gandt    | SE        | Notaire                    |
| juin 1995                                | mars 2008                 | Paul Duval         |           |                            |
| mars 2008                                | mai 2020                  | André Debouzy      | DVD       | Retraité de l'agriculture  |
| mai 2020,                                | En cours (au 7 juin 2020) | Michèle Degardin   |           | Fonctionnaire territoriale |

## Démographie
L'évolution du nombre d'habitants est connue à travers les recensements de la population effectués dans la commune depuis 1793. Pour les communes de moins de 10 000 habitants, une enquête de recensement portant sur toute la population est réalisée tous les cinq ans, les populations de référence des années intermédiaires étant quant à elles estimées par interpolation ou extrapolation. Pour la commune, le premier recensement exhaustif entrant dans le cadre du nouveau dispositif a été réalisé en 2006.

En 2022, la commune comptait 845 habitants, en évolution de −2,65 % par rapport à 2016 (Aisne : −1,97 %, France hors Mayotte : +2,11 %).
| 1793  | 1800  | 1806  | 1821  | 1831  | 1836  | 1841  | 1846  | 1851  |
| ----- | ----- | ----- | ----- | ----- | ----- | ----- | ----- | ----- |
| 1 118 | 1 049 | 1 230 | 1 295 | 1 409 | 1 702 | 1 744 | 1 819 | 1 791 |

| 1856  | 1861  | 1866  | 1872  | 1876  | 1881  | 1886  | 1891  | 1896  |
| ----- | ----- | ----- | ----- | ----- | ----- | ----- | ----- | ----- |
| 1 834 | 1 868 | 1 915 | 1 817 | 1 812 | 1 761 | 1 720 | 1 693 | 1 620 |

| 1901  | 1906  | 1911  | 1921  | 1926  | 1931  | 1936  | 1946  | 1954  |
| ----- | ----- | ----- | ----- | ----- | ----- | ----- | ----- | ----- |
| 1 530 | 1 512 | 1 512 | 1 356 | 1 359 | 1 292 | 1 243 | 1 117 | 1 113 |

| 1962  | 1968  | 1975 | 1982 | 1990 | 1999 | 2006 | 2011 | 2016 |
| ----- | ----- | ---- | ---- | ---- | ---- | ---- | ---- | ---- |
| 1 143 | 1 015 | 969  | 955  | 966  | 933  | 868  | 916  | 868  |

| 2021 | 2022 | - | - | - | - | - | - | - |
| ---- | ---- | - | - | - | - | - | - | - |
| 848  | 845  | - | - | - | - | - | - | - |

## Lieux et monuments
- Église Saint-Martin.
- Statue de saint Martin sur la façade de l'église.
- Vitrail l'adoration des Mages.
- Monument aux morts.
- Kiosque à musique.

- Ancienne gare d'Étréaupont.
- Axe vert de la Thiérache : chemin de randonnée sur l'ancienne voie ferrée, passant par Étréaupont.
- Croix de chemin : son socle circulaire en pierre bleue (1867) porte une croix de bois ornée d'un christ en fonte qui reflète un modèle créé par Bouchardon[38].

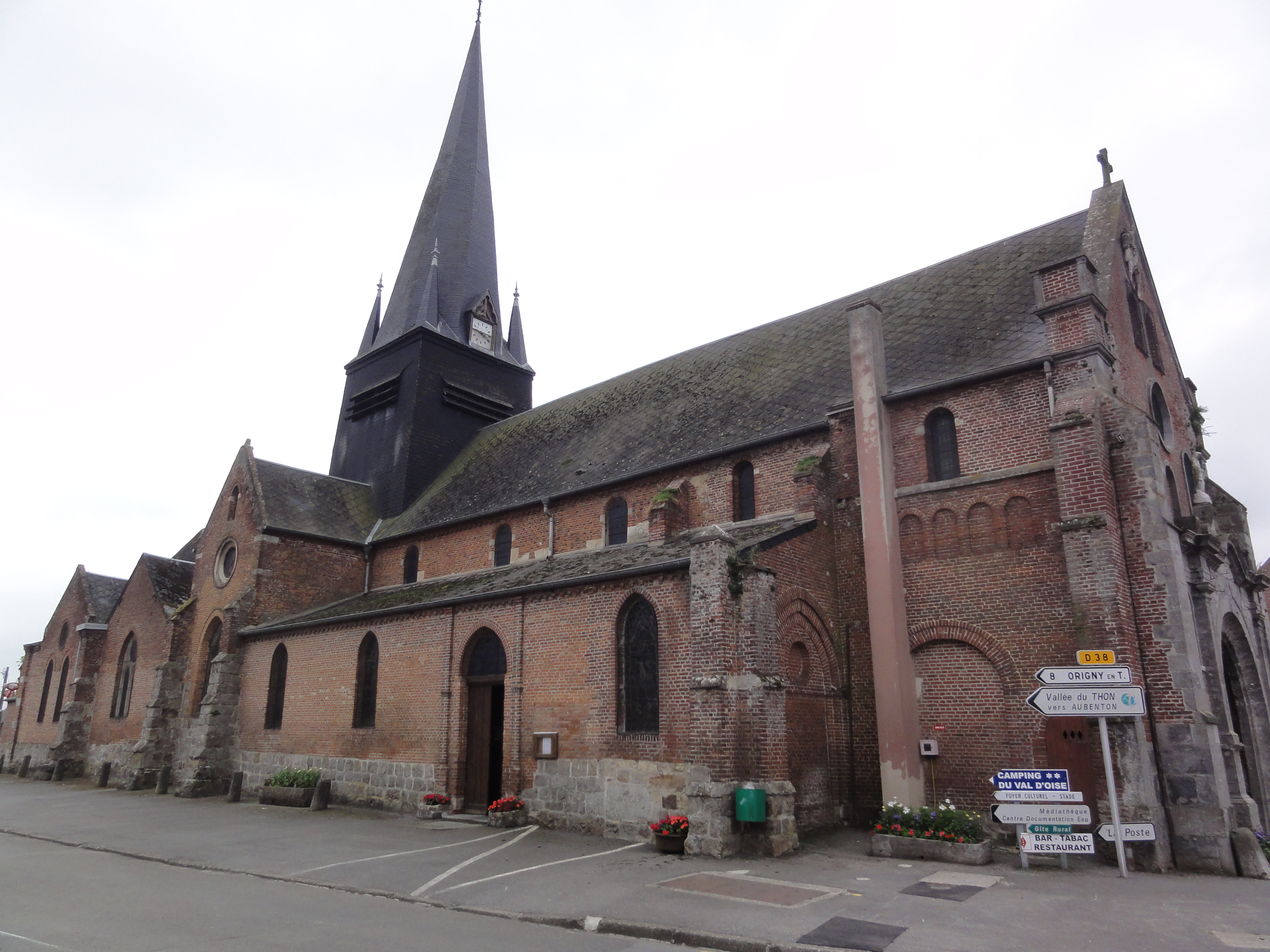
Église Saint-Martin.
- Kiosque à musique.
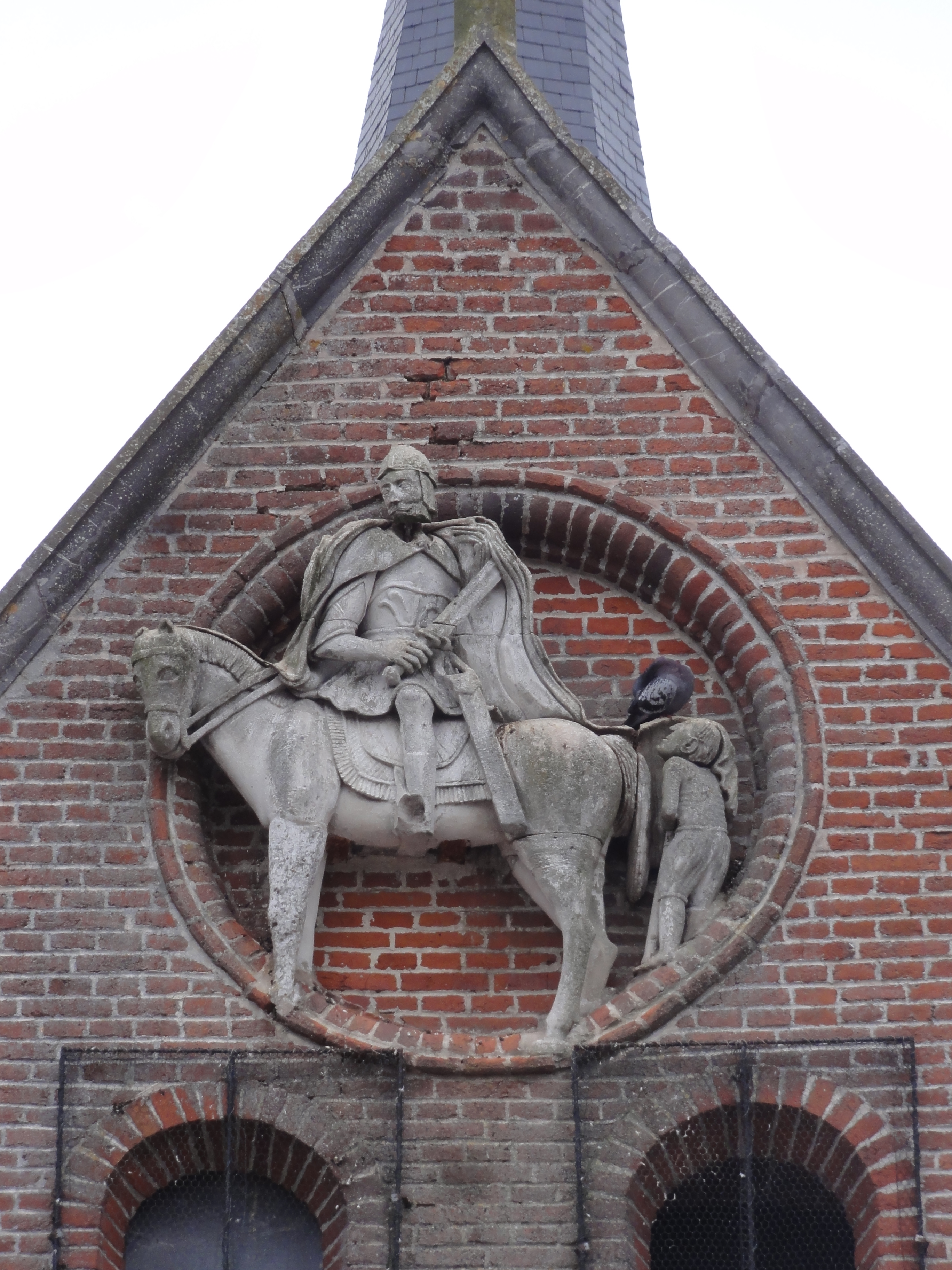
Monument aux morts de la commune et plaque monument aux morts dans l'église.
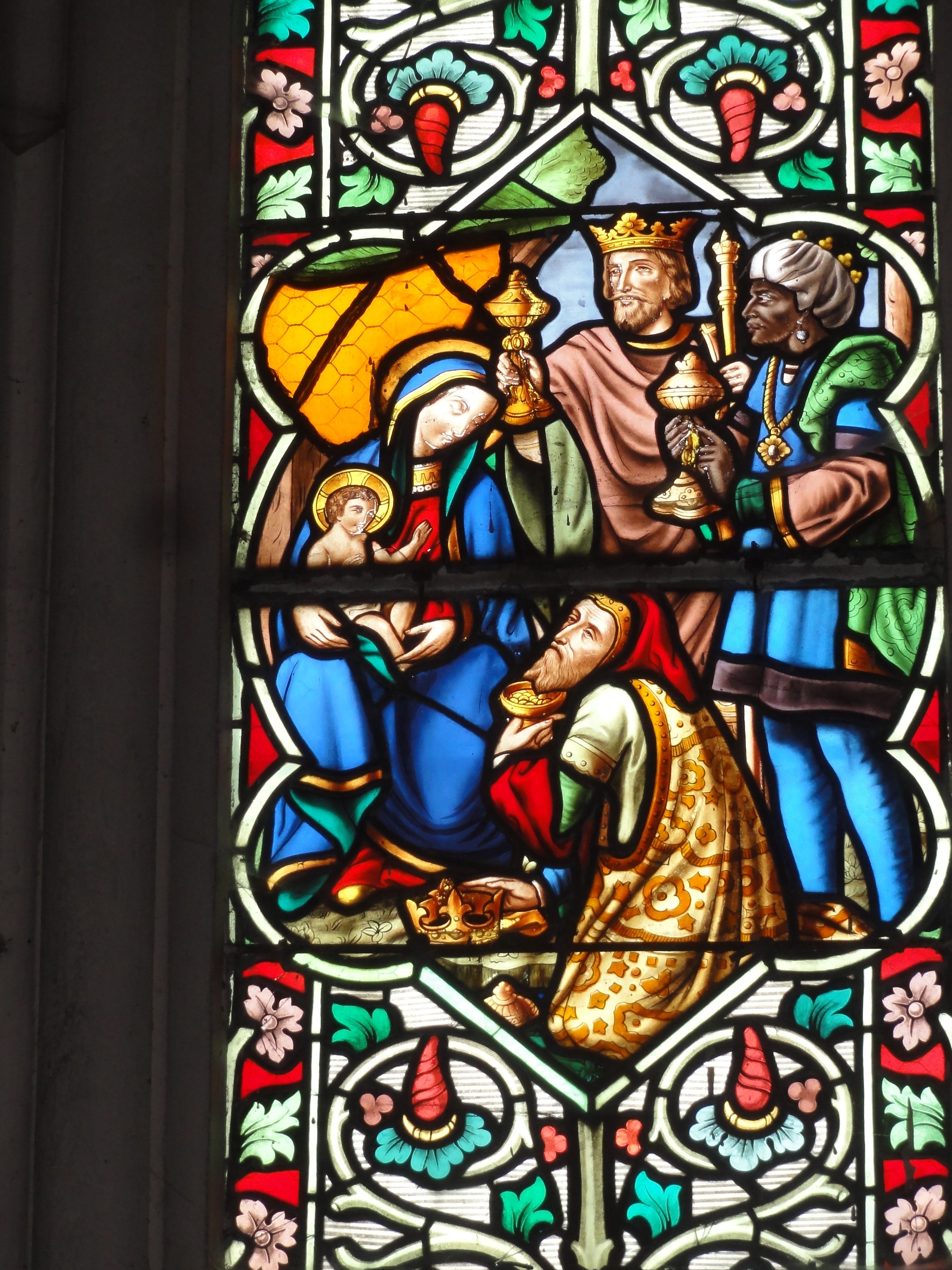
Vitrail l'adoration des Mages.
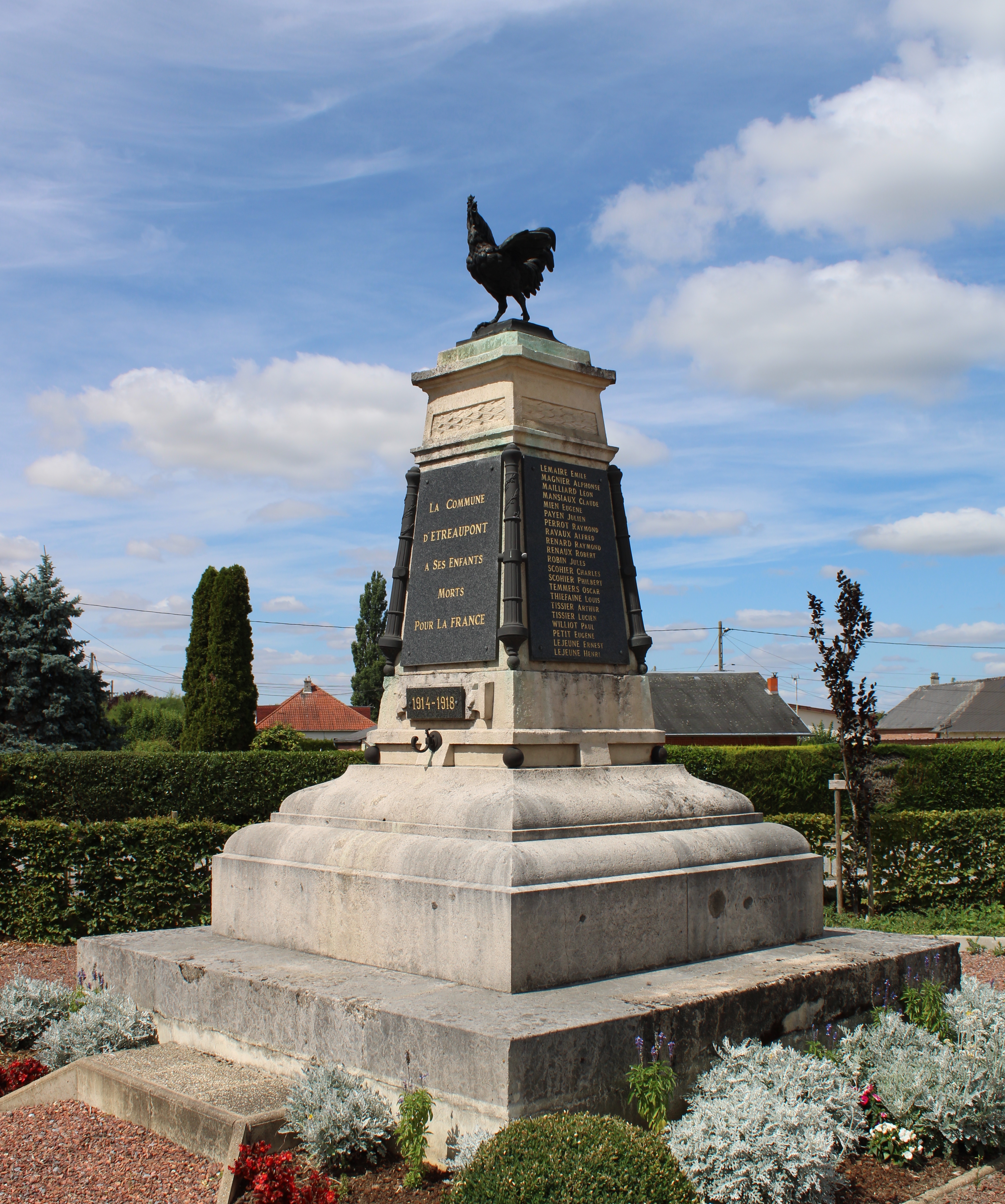
Monument aux morts.
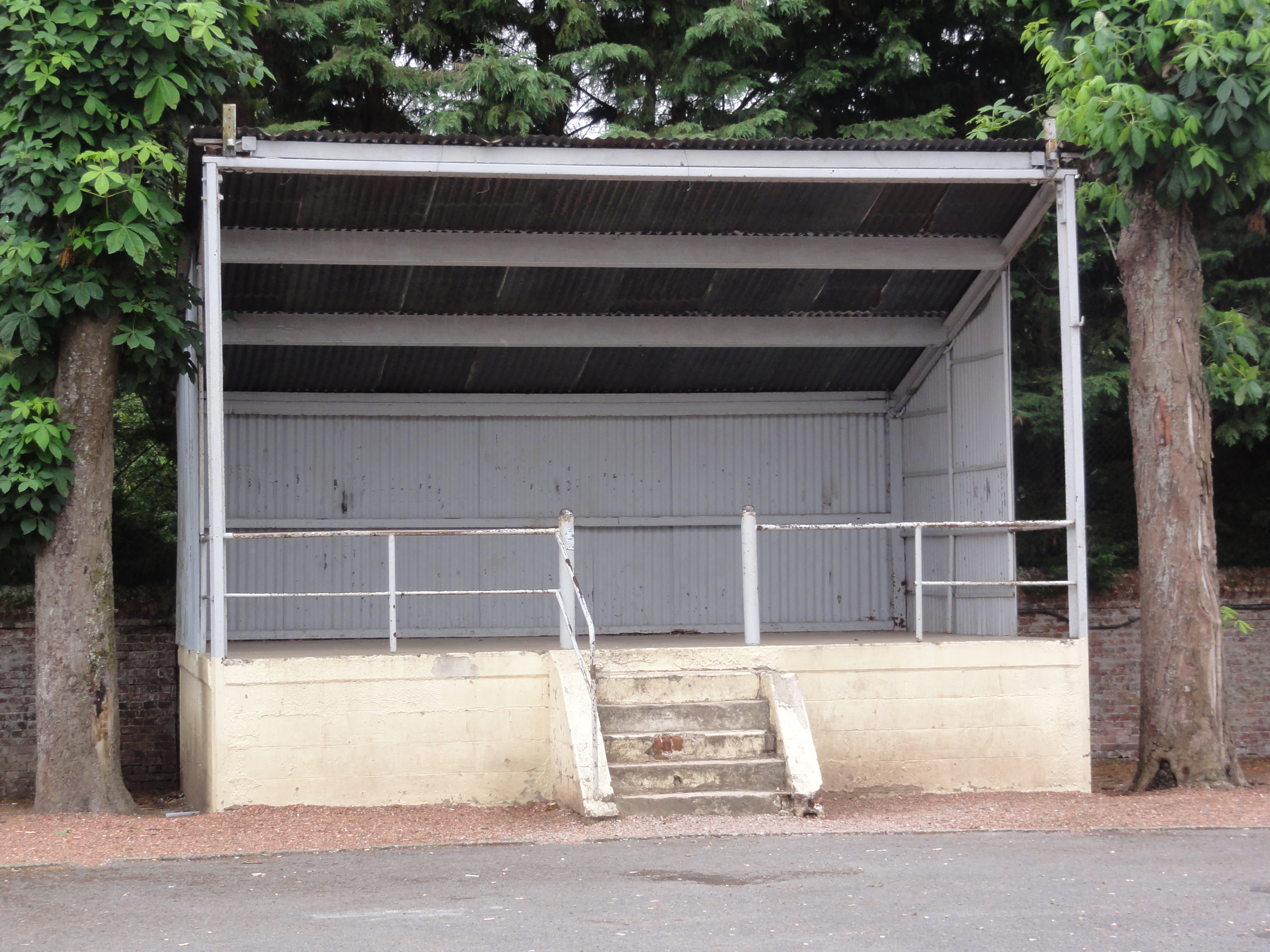
Kiosque à musique.

## Personnalités liées à la commune
- Jean-François Garot, coadjuteur, né à Etréaupont le 1er septembre 1747, reçu au séminaire à Paris le 23 août 1767, y a fait les vœux le 24 août 1769[39].

## Pour approfondir